# بيجن

إخراج رستم لبيجن من البئر

بيجن أو بيزن أو بيژن بطل من الأبطال في الشاهنامة وذكر اسمه في الأساطير الإيرانية الدينية والتاريخية. ابن بنت رستم، وامرأة رستم أم ابنه فرامرز هي أخت جيو أي بنت جوذرز وعمة بيجن. ويكثر في الشعر الفارسي والعربي الرمز إلى حبس بيجن في البئر.

## بيجن ومنيجة
بيجن ومنيجة (باللغة الفارسية: بيژن ومنيژه) إحدى قصص العشق الطويلة في الشاهنامه، وهي ثلاث قصص. هذه وقصة زال وروذابة التي تقدّمت، والثالثة قصة كشتاسب وكتايون بنت ملك الروم. ويرى جول مول أن هذه القصة مما نظم الشاعر في صباه.
استغاث الأرمانيون بكيخسرو، بيجن وجرجين ذهبا لقتل الخنازير. فذكر لبيجن جرجين أن ابنة أفراسياب التي تسمى منيجة تخرج في كل سنة في فصل الربيع إلى الحديقة. فذهب بيجن لرؤية منيجة ابنة أفراسياب. فأمرت منيجة بحمل بيجن في مهد إلي قصرها. ثم حمل كرسيوز لبيجن وأخذه إلى أفراسياب. أمر افراسياب بصلب بيجن ولكن طلب بيران من أفراسياب إبقاء بيجن حيا فألقي بيجن إلي السجن.و أثقل بيجن بالأغلال والقيود والسلاسل.
رجع جرجين إلى إيران وكذب على بيجن. وأحضر جيو لجرجين إلى الملك كيخسرو. رفع الملك كيخسرو الجام الذي تُرى فيه الكائنات في الأقاليم السبعة، وأفتش فيه عن بيجن. فرأى بيجن مقيدا بالسلاسل والأغلال محبوسا في البئر. فاستحضر الملك الكاتب وأمره فكتب إلى رستم رسالة ثم ذكر كيخسرو فيها حال بيجن وما حل به ما في بلاد توران.
فذهب رستم إلي إيران واختار من العسكر ألف فارس من المفردين وسبعة من المقدّمين مثل جرجين وزنكه وكستهم وزوارة وفرهاد ورهام وأشكس وسار حتى قرب من حدود توران في مدينة ختن. فأشار على العسكر بأن يلازموا ذلك المكان واستصحب منهم الأمراء السبعة فألقوا مناطقهم وخلعوا يلامقهم وتزيوا بزى التجار فلبسوا الجوخ وملابس الصوف. جاءت منيجة إلي رستم ولم تعرفه. جاءت منيجة إلى رأس البئر وألقت الطعام إلى بيجن فلما رأى بيجن الخاتم بين الطعام ورأى عليه اسم رستم استبشر وعلم بمجيء رستم. فأخرج رستم لبيجن من البئر. ثم ذهب رستم علي إيوان أفراسياب وجاء أفراسياب لحرب رستم. عندما انهرم أفراسياب وجنوده أمام الإيرانيين هرب إلي ويسشهر. فرجع رستم إ‌لي الملك كيخسرو وبيجن وصاحبته منيجة معه في نهاية القصة. بيجن هو الذي قتل بلاشان وهومان وروئين في موقعة يازدهرخ.